# Schota Arweladse
Schota Arweladse (georgisch შოთა არველაძე; russisch Шо́та Юсти́нович Арвела́дзе /Schota Justinowitsch Arweladse; englisch Shota Arveladze; * 22. Februar 1973 in Tiflis, Georgische SSR, Sowjetunion) ist ein georgischer Fußballtrainer und ehemaliger -spieler.

## Sportliche Laufbahn

### Vereinskarriere
Er begann seine Karriere als professioneller Fußballspieler in Georgien bei verschiedenen Vereinen in Tiflis. Der Durchbruch gelang ihm bei Dinamo Tiflis, wodurch er auch im Ausland bekannt wurde. In der Folgezeit wechselte er zu Trabzonspor in die Türkei. 1997 ging er in die niederländische Eredivisie zu Ajax Amsterdam. Nach vier Jahren zog es ihn zum schottischen Verein Glasgow Rangers. 2005 kehrte Arweladse nach Holland zurück, zum AZ Alkmaar. 2007 wechselte er zum spanischen Klub UD Levante. Dort beendete er nach vier Kurzeinsätzen seine Karriere.
Er wurde für Dinamo Tiflis, Trabzonspor und Ajax Amsterdam jeweils mindestens einmal Torschützenkönig der jeweiligen Liga. In der Türkei hatte er lange Zeit relativ (0,83 Tore/Spiel) und absolut (25 Tore) die beste Quote eines nichttürkischen Torschützen in einer Saison in der Süper Lig. Erst Ende der Saison 2010/11 wurde der von Alexsandro de Souza abgelöst.

### Auswahleinsätze
Arweladse ist mit 26 Toren Anfang des Jahres 2025 weiterhin Rekordtorschütze der georgischen Nationalmannschaft. Für die A-Elf des Landes im Kaukasus bestritt er zwischen 1992 und 2007 insgesamt 61 Partien.

## Trainerlaufbahn
Nach einer Assistenztrainerschaft beim niederländischen Verein AZ Alkmaar wurde er zur Saison 2010/11 Trainer des türkischen Süper-Lig-Vereins Kayserispor. Diesen Verein trainierte er bis zum 6. Spieltag der Spielzeit 2012/13 und trat dann zurück. Zwei Wochen später wurde er beim Ligakonkurrenten Kasımpaşa Istanbul neuer Trainer als Nachfolger von Metin Diyadin. Vom 2. Juli 2015 bis 11. November 2015 war Arweladse Trainer von Trabzonspor. Er kam als Nachfolger von Ersun Yanal.
Im Juni 2016 wurde er als neuer Trainer von Maccabi Tel Aviv vorgestellt. Dort wurde er allerdings bereits im Januar 2017 wegen Erfolglosigkeit wieder entlassen. Von Juni 2017 bis 2020 war als Cheftrainer bei Paxtakor Taschkent in der höchsten usbekischen Liga tätig. Ende Januar 2022 wurde er als neuer Cheftrainer des englischen Zweitligisten Hull City vorgestellt. Der Klub war kurz zuvor von Acun Ilıcalı übernommen worden, den Arweladse aus seiner Zeit in der Türkei kennt. Ende September 2022 erfolgte die Trennung, das Team hatte zuvor vier Spiele in Folge verloren, Klubeigentümer Ilıcalı begründete die Trennung mit „nicht übereinstimmenden Ansichten“.

## Familie
Schota Arweladse ist der Zwillingsbruder des Fußballers Artschil Arweladse. Der ältere Bruder der beiden ist Rewas Arweladse, ebenfalls Fußballer.